# Cremonas kraftplan

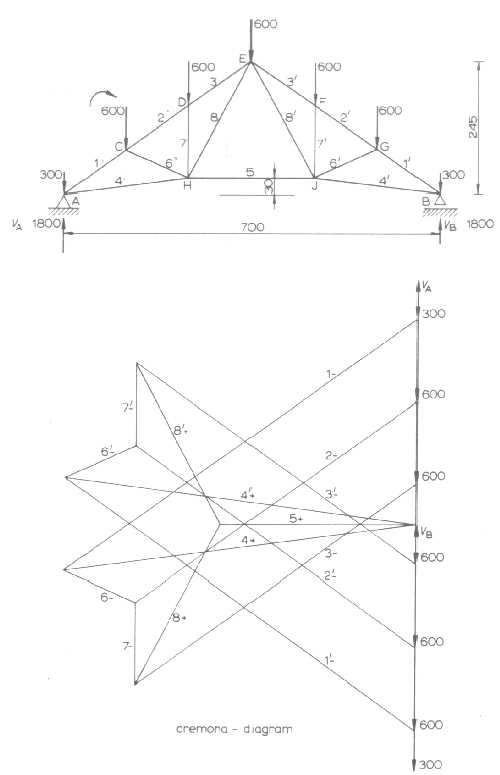
Cremonas kraftplan inom fackverk

Cremonas kraftplan är en av den italienske matematikern Luigi Cremona vetenskapligt behandlad metod att bestämma spänningen i de olika stängerna inom ett plant fackverk.
Metoden grundar sig därpå, att samtliga krafter i en knutpunkt, yttre belastningar och stångspänningar, håller varandra i jämvikt. Uppritas därför dessa krafter parallellt med sina riktningslinjer i en viss kraftskala, bildar de en sluten polygon, en kraftplan. Metoden fick stor betydelse vid grafisk beräkning av fackverk (broar, takstolar m.m.).